# BIRT
BIRT（Business Intelligence and Reporting Tools，商业智能和报告工具，曾被安讯公司中国分公司译作百灵）项目是一个开源软件项目，其为富客户端应用和Web应用程序（特别是那些基于Java和Java EE的应用）提供了报表和商业智能功能。BIRT是Eclipse基金会下属的一个顶级软件项目，也是一个独立的、由软件供应商和开源社区组成的非营利联盟。
该项目的目标是解决在典型应用中广泛存在的报表需求，包括从业务级别或企业级别的各种报表，到多维联机分析处理（OLAP）。从一开始该项目就关注并提供了能使的应用开发者轻松地设计报表、并在应用中集成报表的软件。
BIRT有两个主要部分：集成于Eclipse IDE、用于创建BIRT报表的的可视化报表设计器，以及用于生成报表、可以部署到任意Java环境的运行时组件。BIRT项目还包括一个图表引擎，它既被充分融入到了报表设计器，也可在整合图表到应用中时单独运用。
BIRT报表的设计文件以XML格式存储。BIRT可以访问多种不同的数据源，包括Java数据对象（JDO）数据源、JFire脚本对象、POJO 、SQL数据库、Web服务和XML。

## 历史
2004年8月24日，美国安讯公司在以战略开发者的身份加入Eclipse基金会时，提议并发起了BIRT项目。随后在2004年10月6日，该项目被批准并成为Eclipse社区的顶级项目。Innovent Solutions和IBM等都参与了该项目。
这个项目的初始代码是由安讯在2004年上半年设计并开发的。在项目获得批准后，安讯将代码贡献给了Eclipse基金会。